# 三谷隆信

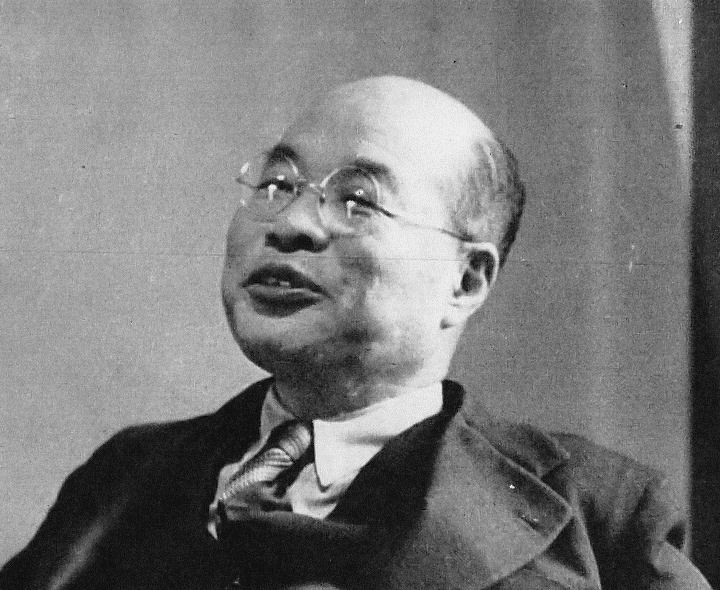
三谷隆信

三谷 隆信（みたに たかのぶ、1892年6月17日 - 1985年1月13日）は、日本の官僚、外交官、教育者。

## 略歴
- 1892年 - 京都府与謝郡弓木村（現在の与謝野町）出身で、横浜で生糸商をしていた三谷宗兵衛の二男として生まれる。
- 京都府立四中、一高を経て、
- 1917年 - 東京帝国大学法科大学独法科卒業　内務省入省。
- 1919年 - 広島県沼隈郡長となりのち外務省に入り､大使館三等書記官､条約局第三課長､大臣官房人事課長､在仏国大使館一等書記官､参事官条約局長を経て、
- 1938年 - 外務省文化事業部長
- 1940年 - スイス大使
- 1942年 - フランス大使
- 1946年 - 退官。
- 1947年 - 学習院女子部長
- 1948年 - 宮内庁侍従長
- 1953年 - 皇太子海外ご訪問の随員を務む。
- 1965年 - 退任。
- 1985年 - 1月13日死去。92歳没。

## 文献
- 『回顧録　侍従長の昭和史』（中公文庫〈シリーズ戦後史の証言－占領と講和③〉、1999年3月）
  - 改訂新編『侍従長回顧録』（中公文庫（古川隆久解説）、2024年3月）- 電子書籍も刊

欧州赴任から東宮随行までを回想。初刊は私家版（講談社事業出版、1980年）
- 足立邦夫『臣下の大戦』（新潮社、1995年）

第二次世界大戦の駐仏大使在任時の大島浩（駐独大使）と併せた伝記
- 岸田英夫『侍従長の昭和史』（朝日新聞社、1982年）
  - 改訂版『天皇と侍従長』（朝日文庫、1986年）- 第6章が三谷の章
- 『昭和天皇拝謁記：初代宮内庁長官 田島道治の記録』（岩波書店 全7巻、2021-23年）、最終第7巻に三谷宛の書簡
- 『「昭和天皇拝謁記」を読む』（岩波書店、2024年8月）- 副読本で第13章に古川隆久「侍従長三谷隆信の人と軌跡」

## その他
- 宗教はキリスト教、趣味はゴルフ、古典の読書
- 初代宮内庁長官を務めた田島道治とは旧来の知人で、同じ新渡戸稲造及び内村鑑三の門下生
- 墓所は多磨霊園

## 栄典
勲章等
- 1940年（昭和15年）8月15日 - 紀元二千六百年祝典記念章[1]

外国勲章佩用允許
- 1940年（昭和15年）9月6日 - ハンガリー王国：メリット・オングロアーズ勲章星章付スゴンドクラス[2]

## 家族・親族
- 父・三谷宗兵衛（1918年没） ‐ 京都府岩滝村で代々造り酒屋を営む庄屋の一人息子として生まれ、明治維新後に上京し、横浜で生糸商を営んだ。
- 母・コウ（1862年生） ‐ 神奈川県和泉村の豪農・横山谷右衛門の四女。土木請負業者と二男一女を儲けたが離婚し宗兵衛と再婚。[3]
- 異母姉・三谷民子(1873－1945) ‐ 女子学院校長。幼少期に母を亡くし、父とも別れて上京、11歳から女子学院で学び、卒業後も同校で教えた[4]。1897年に英語教師の資格を得、1900年に渡米し、ドワイト・ムーディーが創設したノースフィールド女子神学校で1年学び、ペンシルベニア大学で聴講するなど欧米の教育事情を視察後帰国、女子学院教師を続け、1927年同校院長就任[5][6]。
- 異母姉・ヨウ（要、1881年生） ‐ 宗兵衛の庶子。大日本重石鉱業社長・青柳直道の長男・幹一の妻[7]。夫の弟に青柳瑞穂
- 異父兄・長谷川伸（1884-1963） ‐ 作家
- 兄・三谷隆正（1889-1944） ‐ 法学者
- 妹・妙（1895年生）‐ 山谷省吾の妻[8]
- 妹・田鶴子（1898年生） ‐ 夫は川西実三（日本赤十字社社長）
- 妻・李枝子 ‐ 父は教育者・政治家の長尾半平。妹の良子は海軍大将、男爵、呉鎮守府司令長官　加藤定吉の長男に嫁す
- 長男・三谷信 - 実業家。三島由紀夫の親友。代表作「仮面の告白」の登場人物のモデル。岳父に日本興業銀行総裁の岸喜二雄、そのいとこに正岡子規がいる。
- 長女・邦子（1927年7月20日生） ‐ 女子学院卒。同じく「仮面の告白」園子のモデルとなった。夫の永井邦夫は外交官永井松三の長男で1915年3月25日生、1940年東大法学部政治学科卒、銀行員（興銀）、実業家。永井一族には永井荷風など多数の著名人がいる。
- 二女・道子 ‐ 聖心女子学院出身。元日本郵船会長浅尾新甫長男浅尾新一郎に嫁す
- 三女・正子 ‐ 聖心女子学院出身。 夫鮎川弥一の父は日産コンツェルンの創始者鮎川義介。美智子皇后の無二の親友
- 孫・浅尾慶一郎 （参議院議員：二女の長男）
- 孫 ・鮎川純太 （実業家：三女の長男）